# Fazul Abdullah Mohammed
Fādil Abdullah Muhammad, Faadil Abdallah Mhammadi o Fazul Abdullah Mohammed (en árabe: عبد الله محمد فاضل, n.  25 de agosto de 1972 o 25 de febrero de 1974 o 25 de diciembre de 1974 - 8 de junio de 2011) fue un miembro de Al Qaeda  (enlace roto disponible en Internet Archive; véase el historial, la primera versión y la última). y su líder en África oriental hacia finales de los años 2000.

## Biografía
Nació en Moroni, en las Comoras, contando asimismo con nacionalidad keniana. Era multilingüe. Se le acusaba en Estados Unidos de haber participado en los atentados terroristas a las embajadas estadounidenses en 1998, los cuales dejaron un saldo de 224 muertos y de cerca de 5.000 heridos. Se le consideraba asimismo el constructor de la colaboración entre las células de Al Qaeda en África, Arabia Saudita y Yemén, el coordinador de dos atentados suicidas en Kampala durante la final de la Copa Mundial de Fútbol de 2010. Desde octubre de 2010 se encontraba en la lista de las personas más buscadas por el FBI, ofreciéndose por él una recompensa de 5 millones de dólares Fue abatido por miembros del Gobierno Transicional de Somalia en un tiroteo ocurrido en un retén en Mogadiscio, la capital de Somalia, sin tener en un principio conocimiento de su identidad, que luego fue confirmada mediante pruebas de ADN.